# Ariolimax

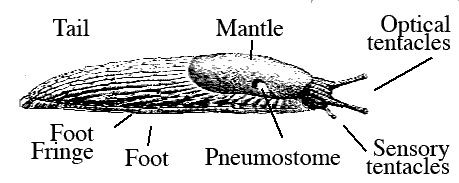
La anatomía de una babosa.

Ariolimax es un género de babosas terrestres de la familia Ariolimacidae propias de América del Norte. A menudo son de color amarillo brillante (por lo que se les suele denominar "banana") aunque también pueden ser verdosas, marrones, o blancas.

## Especies
Las especies en el género Ariolimax son:
| Imagen | Nombre                                    | Distribución                                                                                | Descripción                                               |
| ------ | ----------------------------------------- | ------------------------------------------------------------------------------------------- | --------------------------------------------------------- |
|        | Ariolimax californicus J. G. Cooper, 1872 | California, Oregón                                                                          | amarillo claro, largo 175–200 mm                          |
|        | Ariolimax columbianus Gould, 1851         | Estados Unidos (Alaska, California, Idaho, Oregón, Washington), Canadá (Columbia Británica) | verde oliva con puntos negros y manchas, largo 185–260 mm |
|        | Ariolimax dolichophallus Mead, 1943       | costa central de California                                                                 | amarillo claro, largo 150–180 mm                          |
|        | Ariolimax costaricensis Cockerell, 1890   | Costa Rica                                                                                  |                                                           |

## Descripción

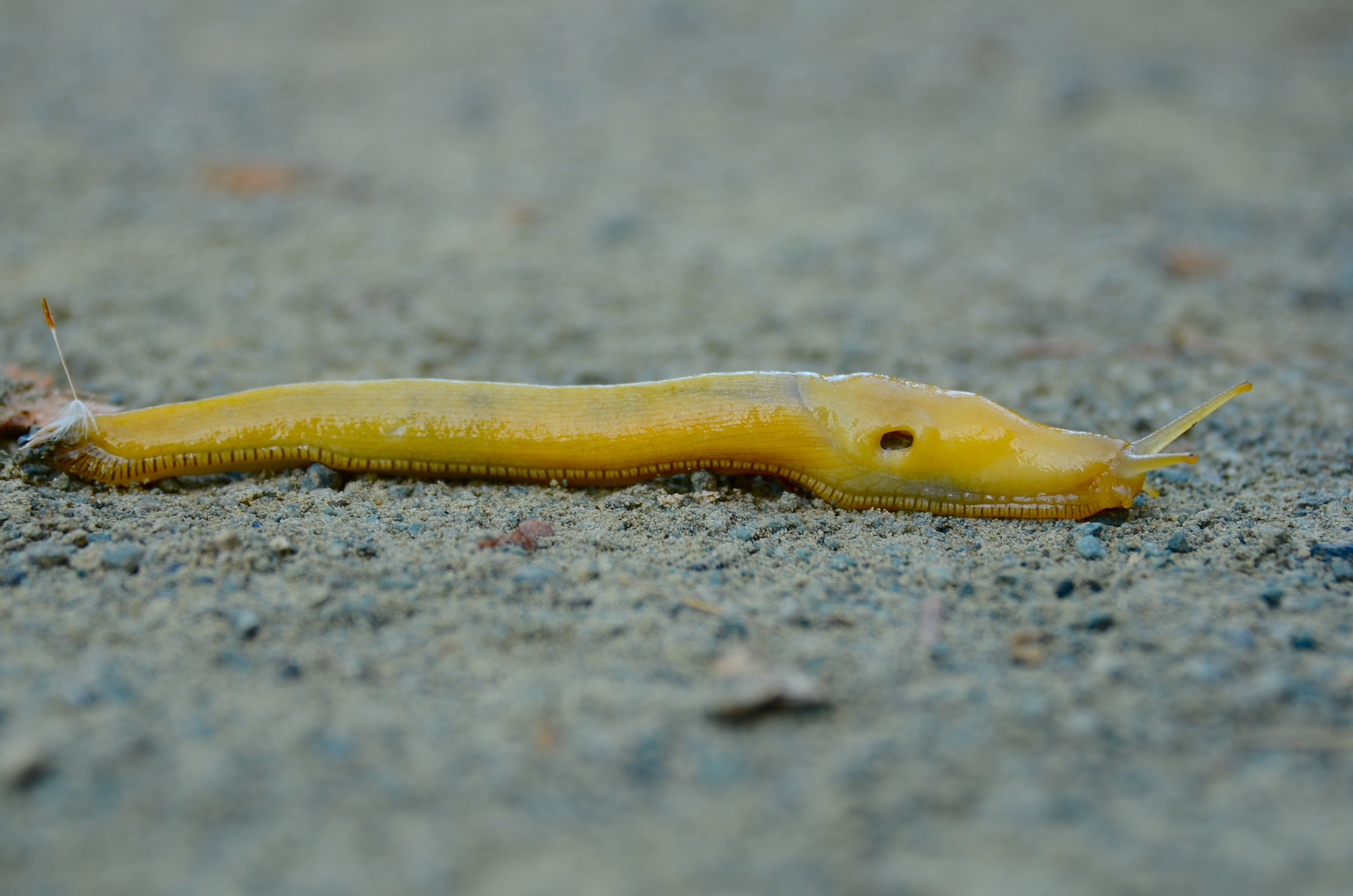
Babosa banana (Ariolimax dolichophallus)

Las babosas banana suelen ser de color amarillo brillante (lo que da lugar a la nomenclatura de banana), aunque también pueden ser verdosas, marrones, tostadas o blancas. La especie Ariolimax columbianus a veces tiene manchas negras que son tan extensas que el animal parece casi completamente negro.
Las babosas individuales cambian de color con alteraciones en el consumo de alimentos, exposición a la luz y niveles de humedad. El color también puede indicar si una babosa está sana o lesionada o qué edad tiene.
La babosa banana del Pacífico es la segunda especie más grande de babosa terrestre en el mundo, y crece hasta 25 centímetros (9,8 plg) de largo, y pesos de 115 gramos (4,1 oz). (La especie de babosa más grande es Limax cinereoniger de Europa, que puede alcanzar 30 centímetros (11,8 plg) de longitud.) Las babosas bananas tienen una vida media de 1 a 7 años.
Las babosas banana (como otros gasterópodos y muchos otros moluscos) tienen una rádula, una estructura anatómica en forma de cinta cubierta por filas de dientes microscópicos; la rádula se usa para alimentarse. Los individuos pueden moverse a 6+1/2 de pulgada (16,5 cm) por minuto.